# Daniel Fischer (Moderator)
Daniel Christoph Fischer (* 27. November 1976 in Frankfurt am Main) ist ein deutscher Radio- und Fernsehmoderator.

## Leben und Tätigkeit
Fischer besuchte das Taunusgymnasium in Königstein. Nach Stationen als Moderator bei Radio Primavera und Planet Radio moderierte er 16 Jahre bei Hit Radio FFH. Von Herbst 2005 bis Herbst 2010 übernahm er außerdem im ZDF die Kindershow 1, 2 oder 3. 
Von Januar bis August 2016 arbeitete er als Moderator für hr3, bevor er zurück zu Hit Radio FFH wechselte. Zunächst präsentierte er bis Ende April 2017 die werktägliche Show Dein FFH-Nachmittag, ab Mai 2017 (im Wechsel mit Johannes Scherer) gemeinsam mit Julia Nestle die FFH-Morningshow Guten Morgen, Hessen!. Seit 2024 moderiert er (im Wechsel mit Stefan Frech) die Sendung Dein FFH-Mittag.
Seit März 2017 ist Fischer Stadionsprecher bei DFB-Länderspielen. Daniel Fischer ist Botschafter des Kinderhilfswerks Childaid Network.
Beim Fernsehsender RTL ist Fischer seit März 2022 Teil des Moderationsteams der Morgenmagazine Punkt 6, Punkt 7 sowie Punkt 8.
Seit 2010 ist Fischer mit der hr3-Moderatorin Jasmin Pour verheiratet. Sie leben in Königstein im Taunus und haben drei gemeinsame Kinder.